# سبيدي باسانن
سبيدي باسانن (Spede Pasanen؛ كووبيو، 10 أبريل 1930 - كيركونومي، 7 سبتمبر 2001) مخرج ومنتج أفلام فنلندي، كوميدي وفكاهي ومخترع وشخصية تلفزيونية.
وشارك خلال مسيرته أخرج وكتب وأنتج أو مثـّل في نحو 50 فيلم كما شارك من الإنتاجات تلفزيوني عديدة، بما فيها برنامج "Spede Show" الكوميدي وبرنامج الألعاب "Speden Spelit". اعتبر سبيدي باسانن بوب هوب أكثر كوميدي تأثر به. جزء كبير من أعماله التجارية كانت بالتعاون مع فيسا ماتي لويري (الذي كتب له باسانين أكثر شخصياته شعبية المسمى أونو تورهابورو ؛ أولا اسكتشات تلفزية ثم في سلسلة طويلة من الصور المتحركة) وسيمو سالمينن. كان يتم إنتاج أفلام وبرامج باسانن في كثير من الأحيان بسرعة وبتكلفة زهيدة وبكثرة، عادة ما لم تحظ بالاعتراف الكثير من النقاد ولكن كانت تتمتع بشعبية كبيرة بين الجماهير الفنلندية من الستينات فصاعدا. ممثل آخر استعان به باسانن في الكوميديا التلفزيونية كان بينتى سيمس. أدى مع تاريا ماركوس ثنائياً عاشقاً ممتازاً عصبي وخجول على طاولة قهوة الدردشة.
يعتبر سبيدي باسانن رمزاً للظرافة السافونية بحوارات ساخرة ماكرة تتراوحت بين أقصى درجات التصريح المكبوت والمبالغة.

## روابط خارجية
- سبيدي باسانن على موقع IMDb (الإنجليزية)
- سبيدي باسانن على موقع ميوزك برينز (الإنجليزية)
- سبيدي باسانن على موقع ميوزك برينز (الإنجليزية)
- سبيدي باسانن على موقع أول موفي (الإنجليزية)
- سبيدي باسانن على موقع قاعدة بيانات الأفلام السويدية (السويدية)
- سبيدي باسانن على موقع ديسكوغز (الإنجليزية)
- سبيدي باسانن على موقع قاعدة بيانات الفيلم (الإنجليزية)
- سبيدي باسانن على موقع كينوبويسك (الروسية)